# Narbonnska stolnica
Narbonnska stolnica ali Stolnica sv. Justa in sv. Pastorja (francosko Cathédrale Saint-Just-et-Saint-Pasteur de Narbonne) je rimskokatoliška cerkev v mestu Narbonne v Franciji. Stolnica je od leta 1840 nacionalni spomenik in posvečena svetnikoma Justu in Pastorju.
Bila je sedež nadškofa Narbonna, dokler se nadškofija ni združila v škofijo Carcassonne v skladu s konkordatom iz leta 1801. (Naslov pa je prešel na nadškofa v Toulousu.) Cerkev je bila leta 1886 razglašena za manjšo baziliko. Zdaj je sostolnica Carcassonna in Narbonna, kot se imenuje od leta 2006 .
Stavba, ki se je začela graditi leta 1272 in je označena kot nedokončana .

## Zgodovina
Stolnica stoji v osrčju sedanjega mesta Narbonne, v srednjem veku pa je bila ob mestnem obzidju. Ta umestitev je nastala zaradi dolge zgodovine mesta kot čaščenja. Leta 313, tik po Milanskem ediktu, je bila na približno istem mestu kot sedanja stolnica postavljena Konstantinova bazilika.
Uničena je bila v požaru leta 441. Ko so porušili tiste dele bazilike, ki so se izognili uničenju, je latinsko baziliko zgradil škof Rusticus, ki ga je pri njegovem delu spodbudil galski prefekt Marcell. Bazilika je bila dokončana 29. novembra 445. Prvotno posvečena svetemu Geneziju Arleškemu, je bila leta 782 ponovno posvečena mladima španskima mučencema sv. Justu in sv. Pastorju. Nekaj ostankov te zgradbe: v sedanjem križnem hodniku je mogoče videti dva rimska stebra iz nekdanjega foruma, ki sta bila uporabljena v ladji, preklada in edikula iz belega marmorja sta zdaj v muzeju Lapidarij v Narbonnu.
Karolinško stolnico je leta 890 postavil nadškof Theodard (umrl 893). Njen stolp, ki je v veliki meri obnovljen, je vidna iz križnega hodnika. Kljub podpori, ki so ji jo dali trije papeži, je ta cerkev propadla.
Zamisel o gradnji gotske stolnice je bila politična odločitev, ki jo je leta 1268 sprejel papež Klemen IV., nekdanji nadškof v Narbonnu. Odločil se je, da bo šlo za spomenik, narejen v veličastnem slogu Kraljevine Francije. Gradnja nove stolnice naj bi se začela leta 1264, a se je dejansko začela šele leta 1272. Prvi kamen sedanje stolnice je nadškof Maruin položil 13. aprila 1272 v temelje sedanje kapele Presvetega srca.
Kor je bil dokončan leta 1332, vendar preostali del stavbe ni bil nikoli dokončan, kar je posledica številnih dejavnikov, vključno z nenadnimi spremembami gospodarskega stanja Narbonna, njegove nenavadne velikosti in geografske lege (dokončanje bi pomenilo rušenje mestnega obzidja ) in finančne omejitve.
Cerkev hrani vrsto tapiserij iz 17. in 19. stoletja ter glavni oltar, ki ga je leta 1694 oblikoval Jules Hardouin Mansart.

## Opis
Gradnja stolnice je eden najambicioznejših projektov v francoskem kraljestvu v 13. stoletju. Ima impozanten kor: širok 40 m, dolg 60 m, osrednji prostor širine 15,20 m. Oboki so visoki 41 m; višja sta samo Beauvais (48 m) Amiens (42 m). Zunanjost je izvirna pri vzpostavljanju obsežnih teras na apsidi, utrjena galerija, ki povezuje vrh opornikov, dovršenosti dvonadstropnih, dvosmerno usmerjenih ločnih opornikov. Nazadnje lepota naprave, katere kor je nastavljen po višini, popolnost obokov, trdno ravnovesje teh mas, Narbonnsko stolnico uvršča med najbolj zapletena dela zgodnjega 14. stoletja.
- Tloris kora in križnega hodnika, Arheološki kongres Francije 1906, avtor Henri Nodet (1855-1941)
- Prerez kora, Henri Nodet (1855-1941)
- Detajl ločnega opornika, Eugène Viollet-le-Duc
- Severozahodni del
- Zunanji oporniki
- Križni hodnik cerkve Thèodarda

### Zunanjost

#### Križni hodnik
Križni hodnik, zgrajen med letoma 1349 in 1417 na mestu karolinške stolnice, katere zvonik (zvonik cerkve Théodarda) še vedno ostaja. Križni hodnik, ki se je naslanjal na ograjen prostor iz 5. stoletja in bil povezan z nadškofijsko palačo, je bil začetek utrdb. Štiri galerije, zelo homogene, so uokvirjene z velikimi arkadami, ki naj bi imele polnjenje in stebre. Deloma so okronane z ograjo. Njene opornike krasijo zanimivi bruhalniki in koničasti zaključki.

#### Kor Saint-Eutrope
Kor Saint-Eutrope po gotskem koru stolnice ustreza transeptu cerkve. Zahodno je omejen z odprtjem ladje, ki naj bi imela prvotno na vsaki strani pet peterokotnih kapel, od katerih sta bili postavljeni le dve. Dokončana zgradba bi bila dolga približno 120 metrov. Okoli leta 1340 so bili narejeni spodnji deli severnega kraka transepta, ki jih je bilo mogoče zaznati v svetlejšem odtenku kamna. Za nadaljevanje del bi bilo potrebno podreti del utrjenega zidu antičnega izvora. Konzulom iz Narbonna, ki so temu nasprotovali, je sledilo dolgo sojenje.
Opustitev začetnega projekta je povezana z več dejavniki. Epidemija kuge iz leta 1348, napad  Edvarda Črnega Princa leta 1355 je vplival na gospodarski razvoj območja, vendar je dolgoročno nazadovanje rečnega pristanišča Narbonna končalo projekt. Leta 1840 ga je skušal na kratko oživiti Viollet-le-Duc.

### Notranjost
Iz križnega hodnika se pride v dvorano z velikimi orglami, delo obrtnika Moucherela (1741). Navpične stene, visoke 40 metrov, ponujajo impresiven videz. Vitraji so iz 14. in 15. stoletja. Ostanki marmornate grobnice Filipa III. Francoskega (Filip Plešasti), uničene leta 1793, ostajajo. Pohištvo je klasično. Glavni oltar s krošnjami je iz Caunesovega marmorja in pozlačenega brona, bil je donacija kardinala de Bonza, nadškofa od 1673 do 1703, zgrajen je bil po modelu Hardouin-Mansart. Prostori kapitlja so iz časa Ludvika XVI.
Levo od glavnega oltarja je stolp, ki se imenuje zaklad in kapele; na tem območju je grob viteza Edge (iz časa Henrika IV. Francoskega) in grobnice in katafalki nadškofov (tudi kardinalov Briçonneta in La Jugieja). V absidalni kapeli je alabastrni kip Device, narejen leta 1400. V tako imenovanem katedralnem zakladu je, med številnimi drugimi predmeti čaščenja, tapiserija Stvarjenje sveta iz 15. stoletja bruseljskih obrtnikov, slonokoščena plošča z evangeličanskimi prizori iz 10. stoletja, rokopisi, relikviarij, verski zlatarski predmeti in zlasti kapela monsinjorja Dillona, zadnjega nadškofa. V isti cerkvi so še druge tapiserije, kip Gospe iz Ponta in barva skupina: La Missa a la Tomba iz 16. stoletja.
Skozi vrata križnega hodnika se pride do vrta, iz katerega se vidi zahodni del stolnice in nadškofovska palača. Vidita se dva okrogla stolpa, med njima je sinodna dvorana, glavna zgradba Nove palače Narbonna. Iz križnega hodnika se lahko pride tudi skozi prehod v sobo stebra iz 14. stoletja, imenovano zato, ker počiva na velikem osrednjem stebru in vsebuje veliko zbirko srednjeveških skulptur, napisov, z nekaj kipi vizigotskega obdobja (konec 15. stoletja) in grobnico Algaieta (1273) s kipom.